# 2027년 아프리칸 게임
2027년 아프리칸 게임(아랍어: الألعاب الإفريقية 2027, 영어: 2027 African Games)은 2027년 이집트 카이로에서 열릴 예정인 제14회 아프리칸 게임 대회이다.

## 개최국 선정 과정
이집트의 카이로와 콩고 민주 공화국의 킨샤사가 개최 의사를 밝혔다. 2023년 12월 9일 아프리카 국가 올림픽 위원회 연합 총회에서 카이로를 2027년 아프리칸 게임 대회 공식 개최지로 선정되었고 킨샤사는 2031년 아프리칸 게임 개최지로 확정되었다.

## 참가국
- 이집트 (개최국)

## 메달 집계
| 순위 | 국가 | 금메달 | 은메달 | 동메달 | 합계 |
| ---- | ---- | ------ | ------ | ------ | ---- |
| 1    |      |        |        |        |      |
| 2    |      |        |        |        |      |
| 3    |      |        |        |        |      |
| 합계 |      |        |        |        |      |